# Črni lori
Črni lori (znanstveno ime Chalcopsitta atra) je vrsta papige iz skupine lorijev, izvorno razširjena na indonezijskih otokih.

## Opis
Doseže približno 32 cm v dolžino in težo 230–260 g. Operjenost je skoraj v celoti črna, razen posamičnih rdečih znamenj in repa, na katerem se prelivata rdeča in rumena. Tudi kljun je črn, šarenica pa je rdečkasto-oranžna. Samci in samice so si med seboj podobni, podvrste pa se razlikujejo po rdečih znamenjih.
Prehranjuje se z nektarjem in plodovi, gnezdi visoko v krošnjah dreves. Samica izleže dve jajci, valjenje traja okrog 25 dni. Pri skrbi za mladiče sodelujeta oba starša, samostojni so po dveh mesecih od izvalitve.

## Taksonomija in razširjenost
Vrsta je v naravi razširjena samo v Indoneziji, vendar je tam pogosta, zato ne velja za ogroženo.
Formalno znanstveno ime je črnemu loriju dal naravoslovec Giovanni Antonio Scopoli; primerka ni ujel sam, temveč ga je določil po poljudnem opisu raziskovalca Pierra Sonnerata v njegovi knjigi Voyage à la nouvelle Guinée iz leta 1776, kot še številne druge vrste ptic in sesalcev. Ker je bil opis dovolj natančen, velja Scopoli za avtorja imena. Prepoznane so tri podvrste:
- Chalcopsitta atra bernsteini Rosenberg, 1861 - otok Misool
- Chalcopsitta atra atra (Scopoli, 1786) - severozahod Nove Gvineje in otoka Batanta ter Salawati
- Chalcopsitta atra insignis Oustalet, 1878 - severozahod Nove Gvineje in otoka Amberpon ter Onin